# Fire Fight Australia
Fire Fight Australia war ein Wohltätigkeitskonzert, das am Sonntag, dem 16. Februar 2020, im ANZ Stadium in Sydney stattfand.

## Hintergrund
Zweck des Konzerts war es, nach den verheerenden Buschbränden im „Schwarzen Sommer“ 2019/2020 Spenden für die nationale Buschfeuerhilfe zu sammeln.
Die 10-stündige Veranstaltung wurde hauptsächlich von der australischen Musikindustrie organisiert, angeführt von Paul Dainty und der Agentur TEG Dainty. Beteiligt waren Feuerwehren, das Rote Kreuz und der australische Tierschutz. Es wurden 9,85 Millionen $ Gewinn erzielt, die der Buschfeuerhilfe zur Verfügung gestellt wurden.
Das Event zog 75.000 Besucher an und wurde live im australischen Fernsehen übertragen. Sony veröffentlichte im März 2020 das Doppelalbum Artists Unite for Fire Fight: Concert for National Bushfire Relief mit einer Auswahl der dargebotenen Songs. Das Musikspektrum reichte von Pop über Hip-Hop bis hin zur Rockmusik. Durch die Veranstaltung führte Celeste Barber.

## Aufgetretene Musiker und Gruppen
- Lee Kernaghan
- Conrad Sewell
- Baker Boy
- Daryl Braithwaite
- Pete Murray
- Grinspoon
- Jessica Mauboy
- Illy
- Guy Sebastian
- Peking Duk
- Delta Goodrem
- Ronan Keating
- Tina Arena
- Alice Cooper
- Amy Shark
- 5 Seconds of Summer
- Queen + Adam Lambert
- Michael Bublé
- Hilltop Hoods
- k.d. lang
- Icehouse und William Barton
- John Farnham und Olivia Newton-John, unterstützt von Brian May